# 4313 Bouchet
4313 Bouchet este un asteroid din centura principală, descoperit pe 21 aprilie 1979 de Henri Debehogne.